# Зарекс
Зарекс (др.-греч. Ζάρηξ) — персонаж древнегреческой мифологии. Герой из Элевсина, учился музыке у Аполлона. По мнению Павсания, был пришельцем из Лакедемона, в Лаконии по его имени назван город Заракс. Святилище в Элевсине, около святилища Гиппофоонта. По одной из версий мифа, Зарекс женился на Рео, после того как сундук с ней пристал к Эвбее.
По мнению исследователя Кейт Уокер, имя Зарекс имеет дриопийское происхождение.